# Hastings Lees-Smith
Hastings Bertrand Lees-Smith, född 26 januari 1878, död 18 december 1941, var en brittisk politiker.
Lees-Smith var liberal ledamot av underhuset 1910-18, socialdemokratisk 1922-23 och 1924-31, postminister 1929-31 samt undervisningsminister och medlem av kabinettet 1931.